# VH1
VH1 (seit Januar 2013 stilisiert VI+1) ist ein US-amerikanischer Fernsehsender mit Sitz in New York City und Ablegern in weiteren Ländern. Das Kürzel VH1 stand ursprünglich für „Video Hits One“.

## Entstehung und Geschichte
VH1 wurde 1985 in den USA als MTV-Ableger von Viacom gegründet und sollte sich von der üblichen MTV-Philosophie abheben. Der Sender war für die Zielgruppe der Erwachsenen konzipiert und von der Musikauswahl daher etwas älter als MTV. Einige der produzierten Formate waren auch auf MTV Germany zu sehen, so z. B. „VH1 All Access“. Ähnlich wie MTV hat VH1 den Anteil der Musikvideos im Programm nach und nach reduziert. Seit Dezember 2015 sendet VH1 keine Musikvideos mehr, sondern ausschließlich Reality-Shows, Dokumentationen und Doku-Soaps. Die meisten internationalen Ableger, darunter auch VH1 Europe und VH1 UK, sind jedoch noch reine Musiksender. Eine der letzten Musiksendungen auf VH1 waren der VH1 Top 20 Video-Countdown, bei dem jede Woche im Internet über die Top-Songs abgestimmt werden konnte.
Seit dem 5. Januar 2013 sendet VH1 mit einem neuen On-Air-Design und neuem Logo mit einem stilisierten „+“. Dieses ist stark an das erste Logo angelehnt und sollte zeigen, dass das Programm einerseits aus Reality-Sendungen besteht, andererseits auch, wobei nunmehr auf die frühen Morgenstunden beschränkt, weiterhin Musikvideos gezeigt werden. Diese ursprüngliche Konzeption erübrigt sich nun, da VH1 die Musikvideos später komplett aus dem Programm nahm.
Alljährlich werden die VH1-Awards verliehen, bei denen Künstler und Prominente aus verschiedenen Kategorien wie „Bestes Comeback“, „Bestes It-Girl“ etc. gekürt werden.

## Empfang
VH1 wird in den Vereinigten Staaten in verschiedene Kabelnetze eingespeist. Über das Angebot von Dish Network ist VH1 auch über Satellit (HD Austria) zu empfangen. IPTV-Anbieter wie AT&T und Verizon bieten den Sender ebenfalls an.

## Sendungen
Zu den Sendungen, die VH1 aktuell (Stand: April 2016) im Programm hat, zählen unter anderem:
- Behind the Music (Dokumentation) (-1997)
- Black Ink Crew (Reality-TV) (-2013)
- Black Ink Crew: Chicago (Reality-TV) (-2015)
- The Fabulous Life of (Dokumentation) (2003–2013)
- Family Therapy with Dr. Jenn (Reality-TV) (2016)
- K.Michelle: My Life (Reality-TV) (2014–2017)
- Love & Hip Hop Atlanta (Reality-TV) (-2012)
- Love & Hip Hop Hollywood (Reality-TV) (-2014)
- Love & Hip Hop New York (Reality-TV) (-2011)
- Stevie J & Joseline Go Hollywood (Reality-TV) (2016)
- T.I. & Tiny: The Family Hustle (Reality-TV) (2011–2017)

## Ableger des US-Senders

### Aktuelle

Logo von VH1 Mega Hits Brasil

- VH1 Classic sendet in der Regel Musikvideos der 1960er bis 1990er, Konzerte, Filme und viele Sendungen zu den Themen Rock, Klassik und Songs für Erwachsene.

### Ehemalige
- VH1 Mega Hits zeigte All-Time-Hits von VH1. Wegen schlechter Einschaltquoten wurde der Sender durch den an homosexuelle Menschen gerichteten Sender Logo ersetzt, der seit 30. Juni 2005 auf Sendung ist.
- VH1 Uno war ein spanischsprachiger VH1-Sender, der vor allem Latin-Pop-Videos ausstrahlte. Er wurde am 2. Februar 2008 eingestellt und durch mtvU ersetzt.
- VH1 Country zeigte Country-Musik, der Sender wurde 2006 in CMT Pure Country umbenannt.
- VH1 Soul zeigt Soul-Videos aller Art von gestern und heute; im Dezember 2015 in BET Soul umbenannt.

## Weltweite Ableger

### Aktuelle
- VH1 Brasil
- VH1 Mega Hits Brasil
- VH1 Danmark
- VH1 Export
- VH1 India
- VH1 Indonesia
- VH1 Italy
- VH1 Latin
- VH1 Pakistan
- VH1 Polska

### Ehemalige
- VH1 Adria
- VH1 Australia
- VH-1 Deutschland
- VH1 Россия
- VH1 Europe
- VH1 UK & Ireland

## Logos

Erstes Senderlogo (USA, 1985–1987; UK und Irland 1994–1998; EU 1994–1999; Deutschland 1995–2001)
Zweites Senderlogo (USA 1987–1994)
Drittes Senderlogo (USA 1994–2003; EU 1999–2003)
Viertes Senderlogo (USA 2003 – 5. Januar 2013; ab 2003 in den anderen Ländern)
Variante des vierten Senderlogos (USA ab 5. Januar 2013 und anderen Ländern)
Logo von VH1 Polska bis 23. April 2012
Logo von VH1 Polska bis 30. September 2015; aktuelles Logo von VH1 Danmark
Fünftes Senderlogo (USA 2013–2016; EU seit 2014; Polen seit 2015)
Sechstes Senderlogo (USA seit 2016)